# 풀백 (미식축구)

공격 포메이션에서 풀백의 위치

미식축구에서 풀백 (fullback / FB)은 오펜시브 백필드(오펜시브 라인의 뒤)에 위치하는 포지션이다. 전통적으로 풀백의 역할은 파워 런닝과 패싱 플레이시 쿼터백을, 런닝 플레이시 런닝백을 보호하기 위해 블록하는 것으로 나뉜다.
짐 브라운, Mike Alstott, Dan Hammaker, Larry Csonka처럼 미식축구 역사상 위대한 여러 런너들이 풀백이었는데, 최근의 풀백은 때때로 패스 캐치 임무를 맡으며 런너로서의 역할보다 주로 블로커의 역할로서 진화해 왔다. 남아있는 NFL의 저명한 풀백들은 통상 두터운 수비 장벽을 뚫거나, 종종 하프백(태일백)보다 더 무겁고 육중한 체구를 이용해 짧은 야드를 전진하거나, 스크린 패스(전방의 리시버들이 차단당했을 경우 후방으로 던지는 패스)를 받기 위해 출장한다. 그 결과 풀백은 일반적으로 스피드와 민첩성 보다 근력과 태클을 뚫고 나가는 능력으로 평가받는다.